# Artister och grupper som framfört covers på Iron Maiden
Iron Maiden är ett brittiskt heavy metal-band som har spelat tillsammans sedan 1975. Deras musik har influerat många artister och grupper och det har resulterat i att flera artister och grupper har gjort covers på Iron Maidens låtar. De här är en lista över de artisterna/grupperna och låtarna.
- Avenged Sevenfold - Flash of the Blade
- After Forever - The Evil That Men Do
- Altar - The Trooper
- Ancient Wisdom - Powerslave
- Angel Corpse - Genghis Khan
- Angra - The Number Of The Beast, Children Of The Damned (akustisk), Wasted Years (unplugged) Flight of icarus(unplugged)
- Anthrax - Remember Tomorrow
- Arch Enemy - Aces High, The Ides of March
- Absu - The Trooper, Transylvania
- Big D & The Kids Table- Iron Maiden
- Blind Guardian - The Trooper, Fear Of The Dark
- Breed 77 - The Number of the Beast (akustisk)
- Burden Of Grief - Prowler
- Ceremonial Oath - Hallowed Be Thy Name
- Children of Bodom - Aces High
- Coheed And Cambria - The Trooper
- Cradle of Filth - Hallowed Be Thy Name
- Crowbar - Remember Tomorrow
- Dark Tranquillity - 22 Acacia Avenue
- Darkane - Powerslave
- Demons & Wizards - The Trooper (live)
- Destruction - Killers
- Dimmu Borgir - Powerslave
- Disbelief - Stranger In A Strange Land
- Dream Theater - The Number of the Beast (Hela albumet 24 oktober 2002, Frankrike), The Trooper (live), Where Eagles Dare (live), Hallowed Be Thy Name (Live)
- Dokken - Wasted Years
- Dungeon - Wasted Years
- Eleventh Hour - Alexander The Great
- Eternal Tears Of Sorrow - Flight of Icarus
- Ethereal - Fear Of The Dark
- Fozzy - The Prisoner, Where Eagles Dare
- Grave Digger - Running Free
- Graveworm - Fear Of The Dark
- Halford - Strange World (live)
- Helloween - Wasted Years
- Hellsongs - Run to the Hills
- Hellsongs - The Trooper
- Iced Earth - The Number Of The Beast, Hallowed Be Thy Name , Transylvania , The Trooper (live)
- In Flames - Murders in the Rue Morgue
- Infernal Torment - Seventh Son of a Seventh Son
- Iron Savior - Running Free
- John West och Chris Caffrey - Run To The Hills
- Kamelot - Flight of Icarus
- Mägo de Oz - Strange World
- Metallica - Prowler (live), Remember Tomorrow (live), Run to the Hills(live)
- moe. - The Trooper (live)
- Morgion - To Tame a Land
- Motörhead - The Trooper
- Naglfar - The Trooper, The evil that men do(live)
- Necrophobic - Moonchild
- Onmyo-Za - The Trooper
- Opera IX - Rime of the Ancient Mariner
- Opeth - Remember Tomorrow
- Pantera - Killers
- Possession - Revelations
- Powderfinger - The Number of the Beast
- Power Castle - Hallowed Be Thy Name
- Primal Fear - 2 Minutes to Midnight
- Rage - The Trooper
- Savatage - Flight Of Icarus
- Sebastian Bach - Children Of The Damned
- Sentenced - The Trooper
- Sikth - Wrathchild
- Sinergy - The Number Of The Beast
- Six Feet Under - Wrathchild
- Solitude Aeturnus - Hallowed Be Thy Name
- Sonata Arctica - Die With Your Boots On
- Steel Prophet - Ides Of March / Purgatory
- Stigmata - Fear of the Dark (Live)
- Stiko Per Larsson - Wasted Years
- Stoned - The Trooper
- Stormlord - Moonchild
- Stuck Mojo ft. Devin Townsend - Wrathchild
- Tankard - Iron Maiden
- Tantrum - The Trooper (live)
- Therion - Children Of The Damned, Revelations (live)
- Totally Radd - Hallowed Be Thy Name
- Tierra Santa - Flight Of Icarus
- Vital Remains - The Trooper
- Wardog - Purgatory
- Yahel - Fear of the Dark
- Zwan - The Number of the Beast

Det finns även ett band som består av bara kvinnor, "The Iron Maidens", som har en hel spellista live med bara covers på Iron Maiden låtar. Även den svenska Anton Maiden har gjort covers av Iron Maiden.

## Iron Maiden som klassisk musik
- The Piano Truibute to Iron Maiden. Två pianister som spelar Iron Maiden-låtar omgjorda till piano.
- The String Quartet Tribute to Iron Maiden. En stråkkvartett som heter Little Emo String Quartet spelar omgjorda Iron Maidenlåtar.
- The Orchestral Tribute, The Hand of Doom Orchestra spelar Iron Maidens musikalbum Piece of Mind.